# Stay Tuned
Stay Tuned és una pel·lícula de comèdia fantàstica estatunidenca del 1992 dirigida per Peter Hyams i escrita per Jim Jennewein i Tom S. Parker. La pel·lícula és protagonitzada per John Ritter, Pam Dawber, Jeffrey Jones i Eugene Levy. La seva trama segueix una parella suburbana que és absorbida en un món televisiu per un emissari de l'infern, i ha de sobreviure durant 24 hores per poder-se alliberar.
Stay Tuned va ser llançada als Estats Units el 14 d'agost de 1992 per Warner Bros. Pictures. La pel·lícula va rebre ressenyes diverses de la crítica i va recaptar 12 milions de dòlars.

## Argument
Roy Knables, venedor de fontaneria de Seattle, antic esportista d'esgrima i menjador de patates viu amb la seva dona descuidada Helen, una directora sènior de productes vitamínics que intenta divorciar-se d'ell. Després d'una baralla (que va implicar que Helen destrossés la pantalla de televisió familiar amb un dels trofeus d'esgrima de Roy com a crida d'atenció a la realitat), el Sr. Spike, un venedor misteriós, apareix a la porta de la parella, oferint-los una nova 'antena parabòlica amb 666 canals de programes que no es poden veure a la televisió normal. Sense que en Roy ho sàpiga, Spike és un emissari de l'infern que vol augmentar l'afluència d'ànimes organitzant que els addictes de la televisió siguin assassinats en les situacions més horripilants i iròniques imaginables. Els "candidats" són absorbits per un món televisiu infernal, anomenat Hellevision, i els sotmeten a un desafiament on han de sobreviure a una sèrie de versions satíriques demoníaques de comèdies i pel·lícules. Si poden sobreviure durant 24 hores, poden marxar lliures, però si els maten, les seves ànimes passaran a ser propietat de Satanàs.
El plat finalment xucla Roy i Helen en aquest món deformat. Spike els persegueix, entrant a alguns espectacles juntament amb els Knables per aturar el seu avanç. A través de la tenacitat, la improvisació i la pura sort, els Knable es mantenen vius, i el seu petit fill Darryl reconeix que els seus pares lluiten per les seves vides a la televisió. Ell i la seva germana gran Diane són capaços de proporcionar ajuda del món real. Això enfureix Spike fins al punt que compleix el contracte d'en Roy, alliberant-lo, però no a Helen, ja que ella no estava al sistema sota contracte.
No tenint cap opció, en Roy torna a entrar al sistema per salvar la Helen mentre porta el seu propi comandament a distància amb ell, cosa que el permet controlar el seu viatge. Després de ser perseguit per Spike a través de diversos canals més, Roy finalment s'enfronta al seu enemic en un vídeo musical de Salt-N-Pepa, s'apodera del comandament de Spike i l'utilitza per salvar a Helen de ser atropellada per un tren en un pel·lícula western. En prémer el botó "apagat" del comandament a distància, són desallotjats del plat moments abans que xucle el rottweiler abusiu del seu veí al televisor i es destrueixi. Al final, Spike és eliminat pel rottweiler a les ordres de Crowley, un empleat venjatiu que va expulsar al sistema anteriorment, i després és succeït en la seva posició executiva per Pierce, un empleat principiant més jove. Després d'haver après una valuosa lliçó després de la seva aventura, Roy redueix dràsticament la seva visió de la televisió, deixa la seva feina com a venedor de fontaneria i obre la seva pròpia escola d'esgrima, en la qual aconsella a un dels seus estudiants que veure massa televisió li pot provocar. problemes.

## Repartiment
- John Ritter com a Roy Knable
- Pam Dawber com a Helen Knable
- Jeffrey Jones com a Johnny Spike
- David Tom com a Darryl Knable
- Heather McComb com a Diane Knable
- Bob Dishy com a Murray Seidenbaum
- Eugene Levy com Crowley
- Erik King com a Pierce
- Don Calfa com a Wetzel
- Susan Blommaert com a Ducker
- George Gray com el Sr. Gorgona
- Faith Minton com a senyora Gorgon
- Don Pardo com a locutor de Game Show
- Lou Albano com a anunciador del ring
- Salt-N-Pepa com elles mateixes

El gerent del grup i productor principal Hurby "Luv Bug" Azor (acreditat amb el seu nom de naixement "Herby Azor") i el seu germà Steve Azor apareixen com a ballarins durant el segment "Start Me Up".

## Producció
El 1990, Jim Jennewein i Tom S. Parker van escriure la història sencera de la pel·lícula, sota el títol de treball Terrorvision (que no s'ha de confondre amb TerrorVision), inspirada en que la idea era "The Evil Dead es troba amb Monty Python".
Tim Burton va ser escollit originalment per ser el director a causa del seu art i estil, però el va deixar dirigir El retorn de Batman.
El guió fou adquirit per Warner Bros. per $750,000.

## Recepció
La pel·lícula no es va projectar per a crítics de cinema. La pel·lícula té una puntuació d'aprovació del 47% a Rotten Tomatoes a partir de 17 ressenyes, amb una puntuació mitjana de 4,6/10. A Metacritic, la pel·lícula té una puntuació de 41 sobre 100, basada en 16 crítics, que indica "crítiques mixtes o mitjanes".
Stephen Holden de The New York Times va anomenar la pel·lícula una "pel·lícula intel·ligentment tramada" basada en un "concepte satíric ingeniós", però va dir que "la majoria dels seus enlairaments... no mostren cap sensació per al gènere i sense enginy genuí." Rita Kempley de The Washington Post va qualificar la pel·lícula de "meravellosament ximple" i de "parodia d'acció ràpida" Variety va informar que la pel·lícula no era "prou diabòlica per a veritable comèdia negra, massa espantosa i violenta per als nens atrets per la seva classificació de PG i sense intel·ligència en el seu llançament d'obsessius visionats de televisió. ...una imatge sense res per a tothom"; va assenyalar que "l'interludi de sis minuts de dibuixos animats del magistral Chuck Jones, amb Ritter i Dawber retratats com a ratolins amenaçats per un gat robot... té una gràcia i profunditat que manca molt a la resta de la pel·lícula." Time Out la va anomenar ""sàtira sense sentit" amb la "profunditat emocional d'un comercial de sabó de 30 segons".

### Taquilla
Stay Tuned es va obrir al número 6 als EUA, cosa que el Los Angeles Times va anomenar una "recepció difusa". La pel·lícula va recaptar 10,7 milions de dòlars als EUA i al Canadà i només va recaptar 1 milió de dòlars internacionals per un total mundial de 12 milions de dòlars.

## Adaptació televisiva
L'agost de 2020, es va informar que AMC Studios estava desenvolupant una adaptació de la sèrie de televisió de la pel·lícula amb Ian B. Goldberg i Richard Naing com a guionistes, una part de l'acord global de Goldberg a AMC Studios.

## Banda sonora
La banda sonora de la pel·lícula es compon íntegrament de cançons de hip hop amb l'excepció de les dues últimes cançons, que eren temes composts per Bruce Broughton. Les pistes en negreta s'utilitzen a la pel·lícula.

### Llista de pistes
| Núm. | Títol                     | Artista           | Durada |
| ---- | ------------------------- | ----------------- | ------ |
| 1.   | «Start Me Up»             | Salt-n-Pepa       | 4:45   |
| 2.   | «The Choice Is Yours»     | Black Sheep       | 3:22   |
| 3.   | «Taste»                   | Cherokee & Auto   | 4:07   |
| 4.   | «Xodus»                   | X-Clan            | 4:22   |
| 5.   | «Strobelite Honey»        | Black Sheep       | 3:07   |
| 6.   | «Message From the Boss»   | Ultramagnetic MCs | 4:47   |
| 7.   | «The Mic Stalker»         | Doctor Ice        | 2:57   |
| 8.   | «Bad, Bad, Bad»           | Kool Moe Dee      | 4:48   |
| 9.   | «Darryl's Dad»            | Bruce Broughton   | 1:17   |
| 10.  | «Stay Tuned (Main Theme)» | Bruce Broughton   | 2:07   |

### Àlbum de banda sonora
La partitura de Broughton va ser publicada el 2011 per Intrada Records.
| Núm. | Títol                       | Durada |
| ---- | --------------------------- | ------ |
| 1.   | «Main Title»                | 2:57   |
| 2.   | «Meet Darryl»               | 1:03   |
| 3.   | «The Dish»                  | 2:56   |
| 4.   | «A Bumpy Ride»              | 2:12   |
| 5.   | «Sayonara, Mrs. Seidenbaum» | 0:33   |
| 6.   | «Field Work»                | 0:55   |
| 7.   | «Gordon Bashing»            | 2:04   |
| 8.   | «It Ate My BMX»             | 2:01   |
| 9.   | «Wolf Attack»               | 0:45   |
| 10.  | «That's My Bike!»           | 2:53   |
| 11.  | «Offering to Help»          | 1:47   |
| 12.  | «You Have Tits»             | 1:35   |
| 13.  | «Aim The Dish»              | 0:30   |
| 14.  | «Off With Your Wig»         | 3:34   |
| 15.  | «Darryl Breaks Through»     | 0:52   |
| 16.  | «Redemption»                | 1:31   |
| 17.  | «Roy Goes Back»             | 1:10   |
| 18.  | «The 3:10 to Yuma»          | 1:55   |
| 19.  | «Roy Gets Shot»             | 0:53   |
| 20.  | «Crashing In»               | 0:32   |
| 21.  | «The Big Sword Fight»       | 1:19   |
| 22.  | «Turn It Off!»              | 1:50   |
| 23.  | «So What Can I Tell You...» | 0:53   |
| 24.  | «The Game Show»             | 1:29   |
| 25.  | «TV Theme Medley»           | 3:32   |
| 26.  | «Roy Knable, Private Dick»  | 3:26   |
| 27.  | «We're Cartoons»            | 6:42   |